# Studiolo de François Ier

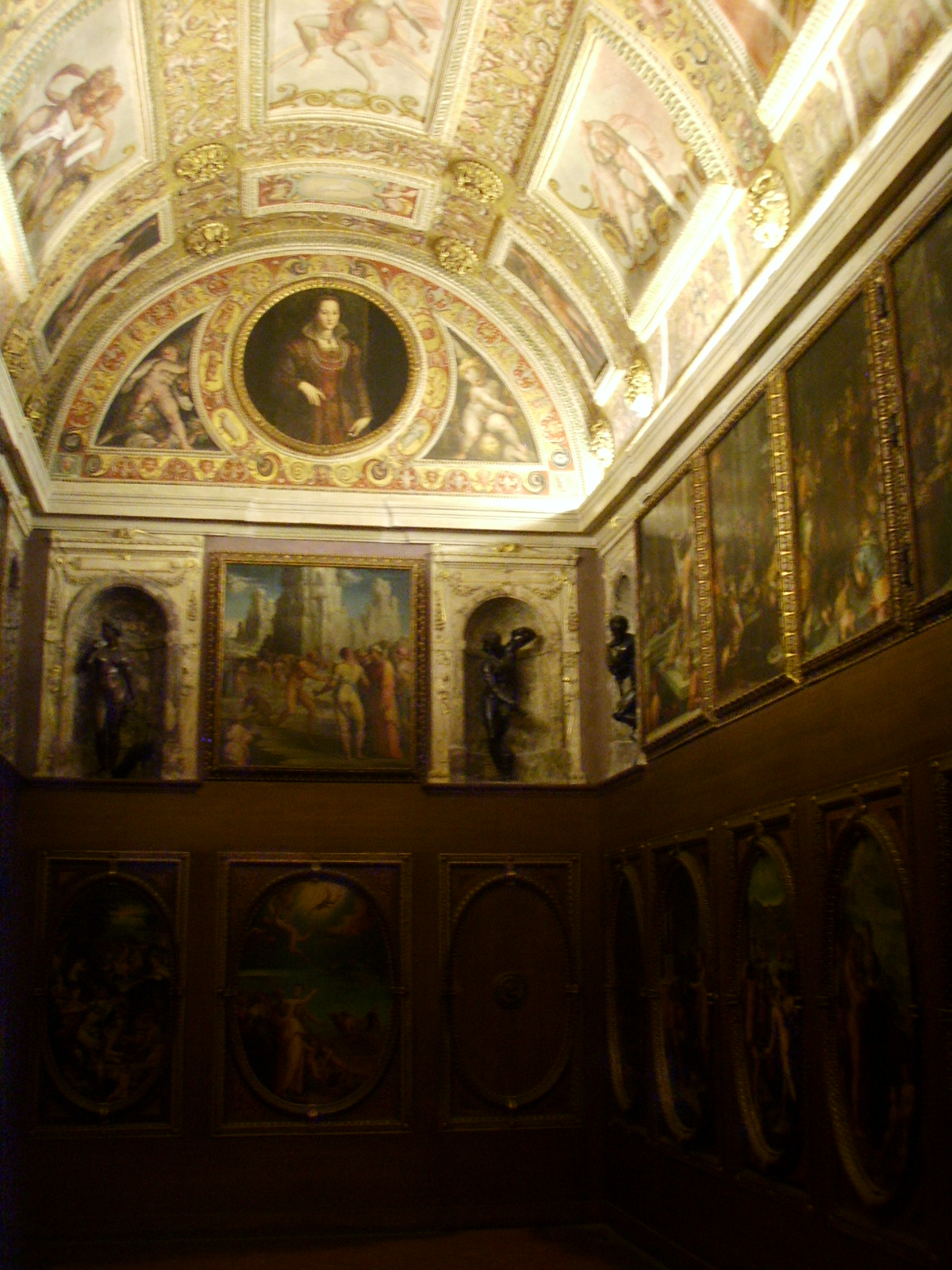

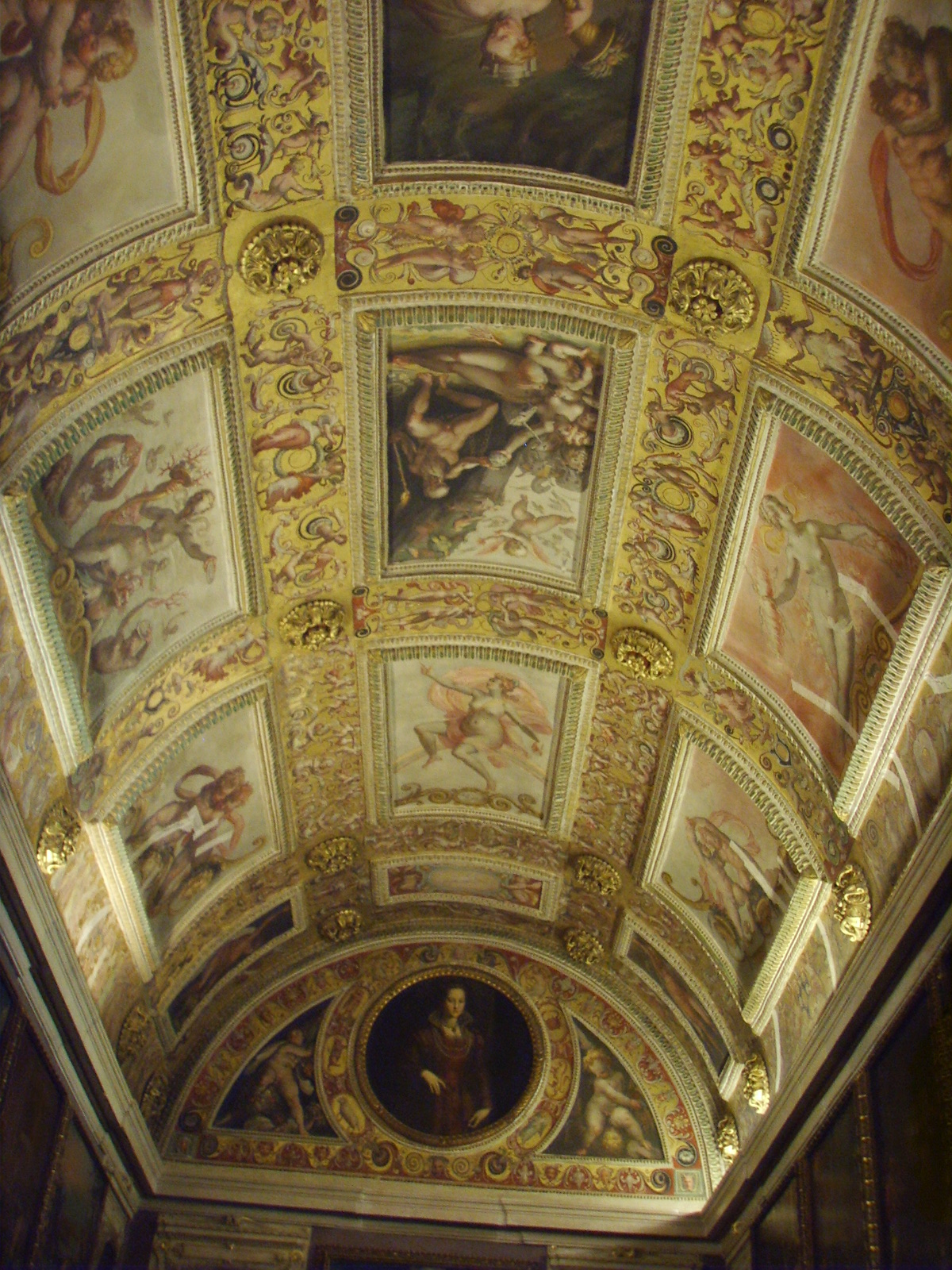

Le Studiolo de François Ier est le cabinet de travail que François Ier de Médicis  se réservait dans les appartements du Palazzo Vecchio, une pièce qui communique avec la Salle des Cinq-Cents, entièrement couverte de boiseries décorées de peintures. 
L'ouverture de  ces panneaux révèle des armoires, une lucarne et une porte qui permet d'accéder à deux chambres secrètes dites « du Trésor ». Le grand-duc de Toscane s'y isolait pour ses recherches alchimiques et scientifiques et les peintures qui le décorent sont autant dédiées aux thèmes des activités humaines qu'aux mythes liés au monde occulte ; il présente une symbolique ésotérique des quatre Éléments, de l'Art et de la Nature, du Temps et de l'Homme et c'était autant un atelier, qu'un laboratoire qui comprenaient  une collection d'objets précieux.

## Histoire
Sa réalisation est commanditée en août 1570 par Vincenzo Borghini, lettré de la cour des Médicis, à Giorgio Vasari pour cette pièce adjacente même à la chambre à coucher de François Ier.
Entre 1570 et 1572, un groupe d'artistes supervisé par George Vasari et son disciple Giovanni Battista Adriani s'y attellent. 
Le programme décoratif est un chef-d'œuvre de la période maniériste tardive et les nombreux artistes de l'époque y ont exprimé un fort style calligraphique dans les fresques dont les détails minutieux à la méthode flamande. Au centre du plafond une fresque représentant Prometeo che riceve i gioielli dalla natura (« Prométhée recevant les joyaux de la Nature ») se veut le point de départ pour tout le cycle décoratif des peintures.
Malgré la disparition du grand-duc en 1587, il ne fut pas démantelé ensuite, mais conservé, voire reconstitué, comme exemple de caprice de la Renaissance.

## Artistes contributeurs du Studiolo
- Alessandro Allori, les Pêcheurs de perles
- Niccolò Betti
- Ludovico Buti Les armoiries
- Giovanni Maria Butteri, Francesco visitant la fabrique de verre
- Vittore Casini
- Mirabello Cavalori, Lavinia à l'autel
- Jacopo Coppi, L'Invention de la poudre à canon
- Francesco del Coscia
- Giovanni Fedini
- Alessandro Fei
- Sebastiano Marsili
- Girolamo Macchietti, Médée et Jason
- Andrea del Minga
- Francesco Morandini et Jacopo Zucchi pour le plafond
- Giovanni Battista Naldini Allégorie des Rêves et la  Découverte de l'Ambre gris.
- Carlo Portelli
- Maso da San Friano, Vol d'Icare
- Giovanni Stradano, Francesco dans son  laboratoire d'alchimie
- Santi di Tito, Les Sœurs de Fetonte, Hercule et Io
- Bartolomeo Traballesi, Danaé
- Lorenzo Vaiani
- Giorgio Vasari
- Jacopo Zucchi